# 伊万·伦德尔
（1960年3月7日—），捷克裔美国前職業網球運動員，單打最高世界排名第一，八座大滿貫得主，國際網球名人堂成員。
藍道是極少數在能同時在硬地场和红土场取得輝煌成績的球員，堪称网球史上最佳传奇之一。同時，藍道也是网球史上至今唯一一位在单项大满贯赛事连续8年男子单打决赛者（1982–1989年美国网球公开赛）。伦德尔与同时代的另一位天王巨星麦肯罗之间的较量是网球史上最伟大的对手组合之一，兩人在ATP單打比賽（包括Grand Prix和WCT）交手達36次（蘭度21：15麥根萊，是網壇三巨頭任何兩人對决之前ATP單打對賽最多的組合，現為第四位）。而兩人也基本瓜分1980年代世界男子網球壇的江山，其中麦肯罗稱霸上半期，而蘭度則稱霸下半期，但事實兩人年齡只相差一歲多。
伦德尔曾是前英国網球球王穆雷（和蘭度一樣，穆雷也是連續在首四個大滿貫男單決賽均落敗的球員）的恩师，穆雷生涯的5大里程碑的飞跃均师从伦德尔。
個人生活方面，伦德尔或许也是一位“小球天才”，因为他的高尔夫球也打得不错，他的双胞胎女儿伊莎貝爾·藍道也是高尔夫球精英。

## 網球生涯
蘭度是80年代最佳男子網球員，他是唯一一名球員在整個80年代每一年都能保持ATP單打年終排名前十，他在職業生涯共奪得94項ATP認可賽事男單冠軍（基本都在1980年至1989年取得的），當中包括8個大滿貫賽事和5個年終賽，並曾在1985–1987年和1989年四度年為ATP年終球王；由於他無論在泥地場和硬地場都有輝煌成績（無論泥地〈紅土、綠土〉或硬地賽男單冠軍均超過20個，紅土法網或所有硬地大滿貫男單冠軍各自是三個或以上），所以被公認為當代的「泥地王」和「硬地王」。而且因為他在整個80年代參賽量驚人，1980–1982年三季中的每一季參賽均超過100場，1982、85-87、89年五季中的每一季均至少74勝並有90％以上勝率，而被公認為「鐵人」。

### 早期生涯（1978年轉為職業球員至1984年法網前夕）
早在1978年，蘭度已奪得法网和温布尔登男子青少年組單打雙料冠軍。同年，他也獲得ITF少年組男子世界冠軍，成為首個獲此殊榮的男網運動員。瑞典球王博里（同年這兩項大滿貫的成年組男單冠軍）更曾預言他將來必成大器。
1978年轉為職業球員的他，在1979年布魯塞爾站打入其處子男單決賽，更在1980年休斯敦站首奪男單冠軍。1980年代初，蘭度已奪得多次ATP巡迴賽單打冠軍（1984年法網前夕，蘭度已奪得40項冠軍，包括1981和82年兩次年終大師賽）。1981–1982年，他和這兩年的年終球王約翰·麦肯罗的對賽成績更達到7：0全勝（包括1981年法網和年終大師賽，以及1982年美網和年終大師賽），成了後者剋星，但他卻在這兩次大满贯男單決賽中失利，他分別敗於麦肯罗的前期宿敵博里和干納斯。
國家隊方面，伦德尔也曾率领捷克斯洛伐克男子网球国家队奪得1980年戴维斯杯和1981年世界團體盃。
1982年，連同WCT賽事在內，蘭度贏了15站巡迴賽男單冠軍（包括年終大師賽，這個也是他生涯奪得男單冠軍數目最多的賽季），雖然他缺席了溫布頓，但他在美網殺入決賽，不過不敵30歲東道主老將兼三屆盟主康诺尔斯。當年要不是ATP不承認WCT的比賽成績，蘭度早在1982年已經可以登上世界第一。1983年2月，蘭度首登ATP男單世界第一名，不過因為沒有贏過任何大滿貫男單錦標，換來的是外界質疑。該年他分別打入美網和澳網男單決賽，不過分別敗於干納斯和韋蘭特，仍與大滿貫無緣，這是他生涯早年連續4次在大满贯決賽中失利（1981年法网、1982年美网、1983年美网、1983年澳网）。1983–1984年，麦肯罗繼續強勢，而蘭度每每遇到麦肯罗卻連續敗北，麦肯罗在1984年頭42場連勝的當中五個比賽（包括在1984年初舉行的1983年年終大師賽、1984年的費城、布魯塞爾、森林小丘WCT、世界團體盃）的單打賽事中，均在決賽完勝蘭度，此時麦肯罗已變成蘭度的剋星。

### 轉捩點：1984年法網男單決賽
1983–1984年法網前夕，不止是麦肯罗的巔峰，更是蘭度的惡夢：連續遇麦肯罗不勝。1984年作為發球上網的麦肯罗，突破性首次打入法網男單決賽，蘭度作為當年最強的泥地場高手之一，也在四強擊敗1982年冠軍得主韋蘭特，打入決賽，這意味「蘭度－麦肯罗」這個宿命對決無可避免。
由於當時25歲的麥根萊已是五個男單大滿貫得主兼世界第一，而蘭度卻在前四次大滿貫男單決賽中失利，即使作為紅土高手的他，也在法網男單決賽比賽初段因心情緊張而失準。尤其是蘭度只比麦肯罗年輕一歲，若蘭度再於大滿貫決賽受挫，極可能改寫網壇歷史～蘭度長期無大滿貫而最終殞落，麦肯罗繼續稱霸80年代中後期。
在法網男單決賽的比賽中，麥根萊一開始雖領先蘭度兩盤（比分6-3, 6-2），但蘭度在這之後決定增加上旋高吊球跟反拍穿越球的比例，同時間、疲勞與脾氣失控（比如在第三盤1-1蘭度發球0-30時犯下一記失誤後走向場邊對攝影機的耳機警示）击溃了麥根萊的狀態，使得蘭度最終倒趕三盤以比分 6-4, 7-5, 7-5帶走勝利，麥根萊個人生涯最長的連續42場單打不敗紀錄亦被終結。這場比賽也是麥根萊距離法網男單冠軍最近的一次。在麥根萊的自傳中形容這次的失利是最痛苦的一次輸球，並稱之為職業生涯的影子來作為無法趕走的印象。
1984年無疑是「麦肯罗年」（溫布頓及美網男單決賽分別完勝干納斯和蘭度兩位最大競爭者），但蘭度在這次法網男單決賽以盤數3-2反勝麥根萊並首奪大滿貫錦標後，漸漸建立信心和扭轉對陣後者的不利局面，也埋下了一年後取代麦肯罗的伏線。

### 稱霸1980年代下半期（1985年–1987年）
1985年初，男子網球壇也開始進入了蘭度獨霸的年代，當年作為蘭度早年第二宿敵的干納斯已32歲，之前兩人的對陣紀錄是較干納斯年輕7.5年的蘭度輸多贏少，包括1982年和83年兩次美網決賽，但進入1985年之後，干納斯面對蘭度強大的正手只能完全倒下來，蘭度在男單比賽逢遇干納斯必勝（蘭度對干納斯17連勝），而兩人的對陣紀錄也在1985年開始剛好逆轉。不過，於同年在泥地場舉行的世界團體盃賽事中，蘭度和梅奇日領銜的捷克斯洛伐克隊，被干納斯和麥根萊聯手的美國隊打敗，失落冠軍。
同年，蘭度再次殺入法網決賽，這次對手是上年四強的手下敗仗兼1982年盟主韋蘭特，比賽結果是蘭度衛冕失敗。這一年，蘭度其實贏下不少比賽，積分暴漲以致他也能挑戰世界第一的麦肯罗，但在兩站的夏季北美硬地賽（史卓頓山和蒙特利爾）男單比賽決賽中，蘭度接連被麦肯罗擊敗，導致蘭度重登世界第一的時間延遲。
1985年美網決賽，又是上屆決賽兼早前兩站的夏季北美硬地賽決賽的翻版，不過這次結果完全相反，蘭度直落三盤擊敗比賽中沒精打采、東道主衛冕冠軍兼世界第一的麦肯罗，並首奪美網冠軍。麦肯罗自這次失利後，在巡迴賽表現不佳兼多次缺席，再沒有重登世界第一和奪得男單大滿貫，相反蘭度越戰越勇，美網奪標後重登世界第一，又連續在美網之後四站巡迴賽（史特加室內賽、悉尼室內賽、東京室內賽、溫布萊）奪得男單冠軍，之後僅在當時仍在季尾舉行的草地澳網四強敗於最後冠軍埃德贝里，更在季末的年終大師賽決賽打敗新冒起的同年溫布頓男單冠軍贝克尔，奪得冠軍，牢牢保持年終世界第一。1985年的法網、溫布頓、澳網男單冠軍則分別由較蘭度年輕至少4年的韋蘭特、贝克尔、埃德贝里瓜分奪得，不過1985–1987年這三年的男子網球壇，基本都是蘭度天下。
80年代中後期，蘭度取代了约翰·麦肯罗，統治了男子網壇。他可以說是约翰·麦肯罗皇朝的終結者。
1986和1987年，是蘭度獨孤求敗的兩年，這在兩年中，蘭度均輕鬆在法網、美網、年終大師賽三個大賽(1986法網、美網及年終大師賽男單三項决賽分别擊敗瑞典的米卡埃尔·佩恩福什、同胞梅奇日和德國金童碧加; 1987年則在這三項賽事的男單决賽對高峯期宿敵维兰德三連殺。)和年終世界第一榮譽均成功掄元，兩年勝仗均達74場，合共17個男單錦標，落敗場數均是個位數，唯一的遺憾是他在這兩年均打入溫布頓男單決賽，卻接連敗於衛冕的贝克尔和發球上網高手卡殊，奪得亞軍，這個在網球壇可算是最高榮譽的比賽也是蘭度輝煌職業生涯中唯一未能夠征服的大型賽事。
雖然在巔峰期，蘭度在職業賽得意，然而在這段期間，他和國家發生矛盾～ 他曾在捷克斯洛伐克共產黨政權反對下參加在南非舉行的一項網球賽事，被勒令禁止出外參賽，然而已身在異鄉的他在1986年正式移居美國，並自此拒絕再代表國家參加比賽，於是他被當時的捷克斯洛伐克的共產政府和網球協會指為叛徒。

### 老對手：韋蘭特稱雄ATP（1988年）
1987年，蘭度在法網、美網、年終大師賽決賽三遇韋蘭特，巔峰的蘭度順理成章對後者三連殺。也激發起了後者在1988年的三滿貫傳奇。
1985–1987年的蘭度處於頂峰，贏下了多個重要獎項，頻密無休的比賽卻換來疲勞和傷患，問題在1988年爆發。1988年，蘭度接連在澳網（當時已改期至年初並增加獎金吸引好手參與，令其變回名乎其實的「四大滿貫」之一）、法網、溫布頓失利，相反他上季的手下敗將韋蘭特連贏澳網、法網，後者的排名也直線上升，大有追過蘭度之勢。1988年美網，這兩位前二種籽也在決賽相遇，韋蘭特在馬拉松式的五盤大戰擊敗蘭度，粉碎蘭度四連霸美夢。韋蘭特因首奪美網而積分暴漲，取代蘭度成為世界第一。事實上，蘭度當年雖然只有三個冠軍（現在來說三個都是1000大師賽級別），但仍然保持第二，成績不算太差，只是和他前三年巔峰比，成績確下滑了一大截，尤其是對手韋蘭特一年創造三滿貫傳奇，是1980甚至1990年代其他球王都無法做到的紀錄。
不過，蘭度自1985年美網至1988年澳網，已經連續十次在大滿貫男單比賽打入四強，這個紀錄要到費達拿打入2007年澳網男單四強後（第十一次）才被改寫，足見當時蘭度的大賽成績非常穩定強大（若將大滿貫＋年終賽計算，連續次數更達13次，當然，後來的費達拿在這個統計更達22次）。

### 重登世界第一 （1989年）
比蘭度年輕四年的韋蘭特自1988年奪得三滿貫後，出人意表的幾乎再沒有任何佳作。在1989年澳網第二輪，衛冕的韋蘭特被籍籍無名的Ramesh Krishnan擊敗，而蘭度卻在賽事中奪冠～決賽打敗同胞兼漢城奧運會男單冠軍梅奇日。一來一回，韋蘭特積分暴跌而蘭度積分上升，導致韋蘭特坐了世界第一皇座只有短短20週，蘭度自此輕鬆重登世界第一。憑借1989年的澳網和其他9個男單冠軍，以及溫布頓四強和美網亞軍，足以令蘭度繼1985–1987連續三年後，再奪得年終世界第一，而他輸的所有比賽，擊敗他的球員剛好全數成了賽事最後冠軍。但事實上，蘭度當時已接近三十歲，這個年紀是大多數天王天后級球員下滑的界線，蘭度也不例外，當年球壇也開始成年輕人天下：他在法網十六強被年輕他12年的張德培以盤數3比2反勝並最終奪冠。在溫布頓男單四強和美網男單決賽，均被比他年輕7.5年的老對手贝克尔擊敗，後者最終成了當年唯一男單大滿貫的雙冠王，同時贝克尔也成了蘭度在大滿貫的剋星。在年終大師賽四強，蘭度也敗於比他年輕近6年的埃德贝里，後者最終擊敗贝克尔奪冠。
蘭度在1985–1987年和1989年這四年登上年終球王寶座（ATP球王週數共270週，至今仍為歷來第4位，僅次於389週的祖高域、310週的費達拿和286週的森柏斯；連續球王週數最長達157週，至今也是仍為歷來第3位，僅次於連續237週的費達拿和連續160週的干納斯）。

### 衛冕澳網、放棄法網、爭逐溫布頓失敗（1990年）
1990年澳網男單決賽，蘭度和埃德贝里首兩盤打成一比一，但後者因傷主動退出，蘭度成功衛冕，不過這也是他最後一個大滿貫男單冠軍。作為衛冕年終第一的蘭度，此時已經30歲，雖然手握8個男單大滿貫錦標，當中3個法網正是他善長的紅土場舉行，就是欠缺草地場的溫布頓冠軍，結果他為了當年的草地賽季和爭取溫布頓男單冠軍，作出一個驚人決定～放棄當年整個紅土賽季，專心為溫布頓備戰，由於當時他和贝克尔及埃德贝里的世界第一之爭非常激烈，放棄自己善長的紅土賽即意味自己在衛冕年終世界第一的機會大減。
蘭度是底線進攻型球員，發球上網的技術不及麦肯罗、埃德贝里及贝克尔等這類草地賽專家，所以正當各路群雄在法網廝殺，自己就專心在草地上苦練發球上網以爭取個人首個溫布頓男單冠軍。
女王杯網球賽是溫布頓的熱身賽，當年作為衛冕冠軍的他，在四強及決賽分別遇到麦肯罗和贝克尔這兩位草地專家（兩人都曾在溫布頓男單三奪冠軍），憑藉早早在草地場備戰，蘭度輕鬆擊敗他們，成功衛冕這項草地賽事冠軍。溫布頓大會又尊重原有世界排名系統，把他列為一號種子，但抽籤結果是他可能會在四強遇上另一位草地專家埃德贝里。
有驚無險，蘭度和埃德贝里都殺入四強，意味雙方必須爭取唯一一個決賽席位。四強比賽中蘭度雖然經常上網，打高位截擊也不差，但埃德贝里以嫻熟的半截擊戰術 (低位截擊)，令蘭度以直落三盤1-6、6-7、3-6敗陣下來。埃德贝里在決賽也驚險擊敗贝克尔奪冠，令他的世界排名績分追近蘭度，由於蘭度放棄紅土賽季保分戰，加上埃德贝里在當年越戰越勇，最終蘭度在當年8月讓出世界第一予埃德贝里，埃德贝里最後成功當了1990年年終世界第一，其後又在1991年衛冕皇座。相反，已達而立之年的蘭度再沒有回到世界第一。

### 後期生涯（1990年美網至1994年退休）
1990年美網，蘭度在八強的五盤大戰中，被東道主球手森柏斯擊敗，連續打入美網決賽的紀錄鎖定在八次（1982–1989，至今仍然是最長紀錄），後者最終奪得其首項大滿貫男單冠軍。
1991年澳網，蘭度在四強以五盤大戰殺退兩屆盟主埃德贝里，但在決賽不敵年輕的贝克尔，宣告衛冕失敗。已經31歲的他，比賽狀態不斷下滑，更在1991–1992年多次硬地大滿貫不敵年輕的埃德贝里。
1992年，他正式加入美國籍。
1993年，他在巡迴賽奪得兩個男單冠軍～慕尼黑站（決賽擊敗東道主球員、1991年溫布頓男單冠軍史迪治）、東京室內賽（決賽擊敗美國新秀托馬田），使他連續在14個賽季（1980–1993）都獲得過至少一項巡迴賽男單錦標。
1994年，蘭度打入了其個人最後一個巡迴賽～悉尼站，他在決賽以直落兩盤6–7, 4–6敗於世界第一的森柏斯。無獨有偶，在澳網男單16強比賽，蘭度也敗於後者，後者最終奪冠並完成男單大滿貫三連霸（1993年溫布頓、1993年美網、1994年澳網）。作為80年代第一霸主蘭度，在生涯末期接連敗於90年代第一霸主森柏斯，也預示眾80年代天王宣告落幕，新一代上位的局面。
1994年夏季，他在曾是自己多次打入決賽的美網男單賽事於第二輪止步。當年的12月21日，接近35歲高齡的蘭度宣告因長期背傷關係，正式告別職業網球壇。

### 總結輝煌
他早期生涯的1978–1984年，主要對手有干納斯、博里、麥根萊和韋蘭特，因為他和前三者先後壟斷網壇連續十四年（1974–1987年）而被稱為「網壇四大金剛」。在84年法網前一共贏過40個ATP官方認可賽事男單冠軍，卻在前四次大滿貫失利，但隨著84年法網決賽反勝麦肯罗，奠定日後將後者打下神壇，長期佔據世界第一的基礎。
1985年–1990年夏季，蘭度大多數時間稳佔世界第一，其中包括7奪大滿貫男單冠軍和3奪ATP年終賽冠軍。當時年老的干納斯和被耗盡的麦肯罗仍有一定戰力，比他低半代的韋蘭特、埃德贝里、贝克尔和卡什處於上昇期，及後美國四大天王（森柏斯、阿加斯、張德培）皆冒起，以及其他如穆斯特、伊雲尼斯域等也開始冒出頭，這個偉大又充滿競爭對手的年代，主角仍是蘭度。
他总共奪得94項ATP巡迴賽單打冠軍（ATP史上認可單打冠軍第四最多，包括8項大滿貫錦標），並且是自公開賽年代（Open Era）以來唯四位至少在連續14個球季每季均獲得至少一項ATP巡迴賽單打冠軍的球員（於2015年被瑞士球員費達拿打破，後來的祖高域和拿度更到達17年和19年的紀錄）。生涯單打成绩為1068胜242负，勝率為81.52%，獲得奖金共21,262,417美元。
與個性張揚、行為不覊的老對手約翰·麦肯罗相反，蘭度的性格內歛、低調，而且打球缺乏激情，也許是他不受球迷歡迎的原因，另外他是男單六個大滿貫以上得主中，唯一一位大滿貫男單冠軍數目比亞軍少的球員，加上從來沒有稱霸溫布頓，也直接影響他在網球GOAT級別比評的地位。
他連續4年打入法网決賽（1984–1987年）並3次奪標，連續8年打入美网決賽（1982–1989年）並3连冠，連續9年打入年终大师赛決賽（1980–1988年）並5次奪標。

### 教練生涯
自入籍美國後，蘭度定居於美國康涅狄格州。和老對手約翰·麦肯罗不同，退役後的他甚少公開參加有關網球事業， 反而醉心打高爾夫球。僅在2005年美網男單決賽後，他為冠軍費達拿和亞軍阿加斯頒獎。
及後，由於年輕球員梅利和他早期生涯相似～在首四個大滿貫男單決賽落敗，使他感同身受，所以決定出任後者的教練。
蘭度兩度成為英國球手梅利的教練，蘭度在2011年12月31日至2014年3月19日首次任教穆雷，期間奪得過三項重要男單冠軍（2012年倫敦奧運會、2012年美網、2013年溫布頓），2016年6月12日，蘭度再次執教梅利，結果後者獲得溫布頓男單冠軍，以及在里約熱內盧成功衛冕奧運網球男單冠軍。

## 技術分析
伦德尔是一名以侵略型底線型球員，右手为正手，反手以單手拍。1980年代，他和贝克尔是力量型網球代表。
他的特點是擁有良好體能和鬥志，正手力量強勁，而且打球十分科學化。他的發球雖然強勁，卻穩定性略嫌不足，反而穩定而強大的底線抽擊能力、正手和Inside out才是他的致命武器。他在跑动中击球。
另外，他重視科學化和體能訓練，無論在場內經常研究對手的特點並做筆記，他又有長期僱用自己專用的穿拍師，比賽前更自備木屑、滑石粉去汗和防滑。他使用无涂层的天然肠线（张力一般是72-72.5lb），每次比賽前均帶備多支新穿线的球拍並以膠袋密封，比赛每次换球的时候都会更换新球拍以保持肠线的张力和手感。他被認為是第一個真正意義的職業網球員，他很多職網上的細節在當時來說是十分新穎，更被後世多名職網球員效法和採用，所以伦德尔被公認為「現代網球之父」。
他的特点是頭腦冷靜，不会在比赛中情绪激动。因为他来自华约国家捷克斯洛伐克，职业生涯处于在美苏冷战的年代後期，他在美国不受大众的欢迎。《体育画报》曾形容他说：“冷酷、坚硬、无情，伦德尔是一台打球的机器。”  老對手約翰·麦肯罗經常说他只是一枱機器、打球欠缺激情和枯燥無味，認為觀眾不會歡迎一枱機器成為世界第一。事實他很少和對手或裁判發生衝突，甚至有球迷向他喝倒采，他的情緒仍不受波動。他认为：「如果观众为我喝彩，我会击败对手以回报观众；如果观众为我的对手喝彩，我会更加努力击败对手以“回报”观众。」1984年美網半决赛，伦德尔对阵澳大利亚名将凱許，观众席上有人不断地向他喝倒采，甚至有人站起来大喊“伊万滚回去！”，伦德尔依旧面无表情，直至把卡什击败，然后以一个冷漠的背影离开赛场。
红土、室外硬地和室內賽場（硬地或地毯）等場地是底線進攻型的他最善長比賽的場地。由於他在草地亦常用發球上網戰略，故他在草地場亦有77%獲勝率，他於1986及87年連續在温布尔登網球錦標賽決賽中落敗而獲得亞軍，他在兩屆決賽分別敗於兩位以發球上網為主的網球運動員贝克尔和柏·卡殊。

## 大满贯

### 男單冠軍（8）
| 年份 | 比賽 | 場地 | 決賽對手    | 對手國籍     | 勝方比分                               |
| ---- | ---- | ---- | ----------- | ------------ | -------------------------------------- |
| 1984 | 法网 | 红土 | 约翰·麦肯罗 | 美国         | 3–6、2–6、6–4、7–5、7–5                |
| 1985 | 美网 | 硬地 | 约翰·麦肯罗 | 美国         | 7–61、6–3、6–4                         |
| 1986 | 法网 | 红土 | 波恩佛斯    | 瑞典         | 6–3、6–2、6–4                          |
| 1986 | 美网 | 硬地 | 梅奇日      | 捷克斯洛伐克 | 6–4、6–2、6–0                          |
| 1987 | 法网 | 红土 | 维兰德      | 瑞典         | 7–5、6–2、3–6、7–63                    |
| 1987 | 美网 | 硬地 | 维兰德      | 瑞典         | 67–7、6–0、7–64、6–4                   |
| 1989 | 澳网 | 硬地 | 梅奇日      | 捷克斯洛伐克 | 6–2、6–2、6–2                          |
| 1990 | 澳网 | 硬地 | 埃德贝里    | 瑞典         | 4–6、7–63、5–2（埃德贝里因傷中途退出） |

### 男單亞軍（11）
| 年份 | 比賽     | 場地 | 決賽對手    | 對手國籍 | 勝方比分                |
| ---- | -------- | ---- | ----------- | -------- | ----------------------- |
| 1981 | 法网     | 红土 | 博里        | 瑞典     | 6–1、4–6、6–2、3–6、6–2 |
| 1982 | 美网     | 硬地 | 干納斯      | 美国     | 6–3、6–2、4–6、6–4      |
| 1983 | 美网     | 硬地 | 康諾斯      | 美国     | 6–3、62–7、7–5、6–0     |
| 1983 | 澳网     | 草地 | 维兰德      | 瑞典     | 6–1、6–4、6–4           |
| 1984 | 美网     | 硬地 | 约翰·麦肯罗 | 美国     | 6–3、6–4、6–1           |
| 1985 | 法网     | 红土 | 维兰德      | 瑞典     | 3–6、6–4、6–2、6–2      |
| 1986 | 温布尔登 | 草地 | 贝克尔      | 西德     | 6–4、6–3、7–5           |
| 1987 | 温布尔登 | 草地 |             |          | 7–65、6–2、7–5          |
| 1988 | 美网     | 硬地 | 维兰德      | 瑞典     | 6–4、4–6、6–3、5–7、6–4 |
| 1989 | 美网     | 硬地 | 贝克尔      | 西德     | 7–62、1–6、6–3、7–64    |
| 1991 | 澳网     | 硬地 | 贝克尔      | 德国     | 1–6、6–4、6–4、6–4      |

## ATP年终赛

### 冠軍（5）
| 年份 | 舉行地點 | 決賽對手    | 對手國籍 | 勝方比分                  |
| ---- | -------- | ----------- | -------- | ------------------------- |
| 1981 | 美國紐約 | 格鲁莱蒂斯  | 美国     | 65-7, 2-6, 7-66, 6-2, 6-4 |
| 1982 | 美國紐約 | 约翰·麦肯罗 | 美国     | 6-4, 6-4, 6-2             |
| 1985 | 美國紐約 | 贝克尔      | 西德     | 6-2, 7-64, 6-3            |
| 1986 | 美國紐約 | 贝克尔      | 西德     | 6-4, 6-4, 6-4             |
| 1987 | 美國紐約 | 维兰德      | 瑞典     | 6-2, 6-2, 6-3             |

### 亞軍（4）
| 年份 | 舉行地點 | 決賽對手    | 對手國籍 | 勝方比分                  |
| ---- | -------- | ----------- | -------- | ------------------------- |
| 1980 | 美國紐約 | 博里        | 瑞典     | 6-4, 6-2, 6-2             |
| 1983 | 美國紐約 | 约翰·麦肯罗 | 美国     | 6-3, 6-4, 6-4             |
| 1984 | 美國紐約 | 约翰·麦肯罗 | 美国     | 7-5, 6-0, 6-4             |
| 1988 | 美國紐約 | 贝克尔      | 西德     | 5-7, 7-65, 3-6, 6-2, 7-65 |

## ATP巡迴賽
=== 单打 ===

#### 冠军（94）
- 1980年 (7) - 休斯敦WCT（橡樹河國際賽）、蒙特利尔（加拿大公開賽）A、巴塞罗那、巴塞尔（大衛杜夫瑞士室內賽）、东京-1（东京室外赛）、香港、台北
- 1981年 (10) - 斯图加特-1（斯图加特室内赛）、拉斯維加斯（阿蘭·金經典賽）A、蒙特利尔（加拿大公開賽）A、马德里、巴塞罗那、巴塞尔（大衛杜夫瑞士室內賽）、维也纳、科隆、布宜诺斯艾利斯、富豪集團年终大师赛
- 1982年 (15) [4] - 德拉海滩WCT、热那亚WCT、慕尼黑WCT、史特拉斯堡WCT、法兰克福、休斯敦WCT（橡樹河國際賽）、达拉斯WCT（WCT總決賽) 、森林小丘WCTA、华盛顿（索夫蘭銀行精英賽）、北康威、 辛辛那提A、洛杉矶WCT、那不勒斯WCT、哈特福WCT、沃尔沃集团年终大师赛
- 1983年 (7) - 底特律WCT、米兰、休斯敦WCT（橡樹河國際賽）、希尔顿头WCT、蒙特利尔（加拿大公開賽）A、三藩市（太平洋海岸錦標賽）、东京-2（东京室内赛）A
- 1984年 (3) - 卢森堡、法网、温布利（前溫布萊職業錦標賽）
- 1985年 (11) [5] - 邁爾斯堡（普惠投資銀行經典賽）、蒙特卡洛A、达拉斯（WCT總決賽）、森林小丘A、印第安納波利斯（美國男子泥地網球錦標賽）、美网、斯图加特-2（斯图加特室外賽）、悉尼-1（悉尼室内赛）、东京-2（东京室内赛）A、温布利（前溫布萊職業錦標賽）、納貝斯克年终大师赛
- 1986年 (9) [6] - 费城（玉寶手錶美國職業室內賽）A、Boca WestA、米兰、邁爾斯堡（普惠投資銀行經典賽）、罗马（意大利公開賽）A、法网、斯卓顿山（富豪集團國際賽）、美网、納貝斯克年终大师赛
- 1987年 (8) [7] - 汉堡A、法网、华盛顿（索夫蘭銀行精英賽）、蒙特利尔（加拿大公開賽）A、美网、悉尼-2（Swan Premium 悉尼室内赛）、温布利（前溫布萊職業錦標賽）、納貝斯克年终大师赛
- 1988年 (3) - 蒙特卡洛A、罗马（意大利公開賽）A、多伦多（加拿大公開賽）A
- 1989年 (10) [8] - 澳网、亞利桑那州斯科茨代尔（Eagle 經典賽）、比斯坎灣A、森林小丘、汉堡A、女王杯、蒙特利尔（加拿大公開賽）A、波尔多、悉尼-2（澳洲室內錦標賽）、斯德哥尔摩A
- 1990年 (5) - 澳网、米兰、多伦多-1（多伦多室内赛）、女王杯、东京-2（东京室内赛）
- 1991年 (3) - 费城（美國職業室內賽）、田納西州孟菲斯（美國全國室內錦標賽）、长岛（Norstar 銀行哈姆雷特挑戰盃）
- 1992年 (1) - 东京-2（东京室内赛）
- 1993年 (2) - 慕尼黑、东京-2（东京室内赛）

^  注解A：為超9賽（共22項冠軍）

#### 亞军（52）
- 1979年 (1) - 布魯塞爾（比利時公開錦標賽）
- 1980年 (3) - 華盛頓-1、基茨比厄爾（傑內拉利公開賽）、富豪集團年终大师赛
- 1981年 (5) - 印第安納波利斯（美國男子泥地網球錦標賽）、拉昆塔、里士满WCT、法网、斯图加特-2（斯图加特室外賽）
- 1982年 (5) - 拉昆塔、馬德里、蒙特卡洛B、多倫多（加拿大公開賽）B、美网
- 1983年 (6) - 費城（美國職業室內賽）B、布魯塞爾（Donnay 室內錦標賽）、達拉斯WCT（WCT總決賽）、美网、澳网 <草地>、富豪集團年终大师赛
- 1984年 (8) - 費城（美國職業室內賽）B、布魯塞爾（Donnay 室內錦標賽）、鹿特丹 #、森林小丘WCT、美网、悉尼-1（Custom Credit 澳洲室內賽）、东京-2（东京室内赛）B、富豪集團年终大师赛
- 1985年 (3) - 法网、斯卓頓山（富豪集團國際賽）、蒙特利尔（加拿大公開賽）B
- 1986年 (3) - 芝加哥、温布尔登、悉尼室内赛（Swan Premium 公開賽）
- 1987年 (4) - 比斯肯湾B、温布尔登、斯卓頓山（富豪集團國際賽）##、东京-2（东京室内赛）B
- 1988年 (2) - 美网、納貝斯克年终大师赛
- 1989年 (2) - 东京-1（东京室外赛）、美网
- 1990年 (1) - 斯图加特-1（斯图加特室外賽）
- 1991年 (3) - 澳网、鹿特丹、东京-1（东京室外赛）
- 1992年 (3) - 加拿大大師賽B、辛辛那提大師賽B、长岛（康涅狄格州公開賽）
- 1993年 (2) - 尼斯、費城（美國職業室內賽）
- 1994年 (1) - 悉尼-1（悉尼室外赛）

^  注解B：為超9賽（共10項亞軍）

# - 決賽戰至6-0、1-0，因受炸彈恐嚇而取消，蘭度和對手干納斯獲判「雙亞軍」。

## - 決賽戰至6-7、4-1，因天雨影響而取消，蘭度和對手麥根萊獲判「雙亞軍」。

### 雙打冠軍（6）
- 1979年 (1) - 柏林
- 1980年 (1) - 巴塞罗那
- 1984年 (1) - 温布利（前溫布萊職業錦標賽）
- 1985年 (1) - 斯图加特（斯图加特室外賽）
- 1986年 (1) - 邁爾斯堡（普惠投資銀行經典賽）
- 1987年 (1) - 阿德雷德

### 團體

#### 世界團體盃
- 1981年冠軍  （页面存档备份，存于）

#### 戴维斯杯
除了職業賽事成就突出外，伦德尔曾協助捷克斯洛伐克贏得1980年戴维斯杯冠軍。
- 1980年決賽勝意大利5:0
- 按：台維斯盃是一年一度男子網球的世界團體錦標賽，是國際網球比賽中最高水平的團體賽。

## 生涯統計
- 生涯ATP單打錦標 : 
  - 94個 (ATP歷年來第4)
    - 室外硬地賽 : 22個
    - 红土賽 : 28個
    - 草地賽 : 2個
    - 室內賽 : 42個
      - 室內硬地賽 : 9個
      - 地毯賽 : 33個
- 生涯單打勝仗 : 
  - 1068場（ATP歷年來第5）
- 首位獎金超過2000萬美元的ATP球員
- 單一球季勝仗過百 :
  - 1980年 (105勝-28負)
  - 1982年 (106勝-9負)
- 單一球季參賽過百 : 
  - 1980年 (133場，105勝-28負)
  - 1981年 (110場，96勝-14負)
  - 1982年 (115場，106勝-9負)
- 單一球季90%以上獲勝率 (ATP史上唯一獲得5次90%或以上單一球季獲勝率) :  
  - 1982年 (92.17%，106勝-9負)
  - 1985年 (92.31%，84勝-7負)
  - 1986年 (92.50%，74勝-6負)
  - 1987年 (91.36%，74勝-7負)
  - 1989年 (94.05%，79勝-7負)
- 最長連續單一場地勝仗 :
  - 室內賽 (硬地+地毯) : 66場 (1981年4月－1983年1月)
- 最長連續奪得ATP巡迴賽單打冠軍年數 : 
  - 14年 (1980年－1993年，ATP歷年來第4)
- 最長連續進入ATP巡迴賽單打決賽次數 : 
  - 18次 (1981年馬德里-1982年森林山WCT，ATP歷年來第1)
- 單一球季兩奪大滿貫男單冠軍 : 
  - 1986年(法網、美網)
  - 1987年(法網、美網)
- 最長連續進入法网決賽次數 : 
  - 4次 (1984年－1987年)，當中3次奪標。
- 最長連續進入美网決賽次數 : 
  - 8次 (1982年－1989年，網球史上唯一一位单项大满贯连续8年男单决赛者)，當中3次奪標。
- 最長連續進入年终大师赛決賽次數 : 
  - 9次 (1980年－1988年，ATP歷年來第一)，當中5次奪標。
- 最長連續進入大滿貫男單決賽年數 : 
  - 11年 (1981年－1991年，網球史上歷年來並列第1)
- 整年度ATP世界排名第一 :
  - 2年 (1986年、1987年)
- ATP年終世界排名第一次數 : 
  - 4次 (1985年－1987年、1989年，ATP歷年來並列第7)
- ITF世界冠軍次數 : 
  - 4次 (1985年－1987年、1990年)
- ATP年度球員次數 : 
  - 3次 (1985年－1987年)
- 大滿貫男單勝仗
  - 222場 (網球史上歷年來第5)
- 進入大滿貫男單決賽次數 : 
  - 19次 (網球史上歷年來第4)
    - 澳网 : 4次 (1983年、1989年－1991年)
    - 法网 : 5次 (1981年、1984年－1987年)
    - 温布尔登 : 2次 (1986年、1987年)
    - 美网 : 8次 (1982年－1989年)
- 個人最長連續進入大滿貫男單半决赛次數 : 
  - 10次 (1985年美網-1988年澳網，公開賽年代以來歷年來第3)
- 個人最長連續進入大滿貫男單決賽次數 : 
  - 3次
    - 1983年美網亞軍-1983年澳網亞軍-1984年法網冠軍
    - 1986年法網冠軍-1986年温布尔登亞軍-1986年美網冠軍
    - 1987年法網冠軍-1987年温布尔登亞軍-1987年美網冠軍
- 不同國家及地區奪標 (ATP巡迴賽單打冠軍) : 
  - 17個（94個冠軍分別來自美國、加拿大、西班牙、瑞士、日本、英屬香港、台灣(中華民國)、德國(包括前西德)、奧地利、阿根廷、意大利、法國、盧森堡、英國、摩納哥、澳洲、瑞典，ATP歷年來第2）
- ATP球王 (世界排名第一) 週數 : 
  - 270週 (ATP歷年來第4)
- 最長連續ATP球王週數 : 
  - 157週 (1985年9月9日－1988年9月11日，ATP歷年來第3)

## 主要對戰
伦德尔對多位曾奪得ATP世界排名第一的球員有較佳對戰成績 :
- 伊利耶·納斯塔塞 1 : 0[9]
- 吉米·康诺尔斯 22 : 13[10]
- 約翰·馬克安諾 21 : 15[11]
- 马茨·维兰德 15 : 7[12]
- 鲍里斯·贝克尔 11 : 10[13]
- 吉姆·考瑞尔 4 : 0[14]
- 安德烈·阿加西 6 : 2[15]
- 托馬斯·穆斯特 4 : 1[16]

## 歷年世界排名

### ATP單打年終世界排名
| 年份                     | 78 | 79 | 80 | 81 | 82 | 83 | 84 | 85 | 86 | 87 | 88 | 89 | 90 | 91 | 92 | 93 | 94 |
| ------------------------ | -- | -- | -- | -- | -- | -- | -- | -- | -- | -- | -- | -- | -- | -- | -- | -- | -- |
| ATP男子單打 年終世界排名 | 74 | 20 | 6  | 2  | 3  | 2  | 3  | 1  | 1  | 1  | 2  | 1  | 2  | 5  | 8  | 19 | 54 |

### 270週ATP單打世界排名第一
| 球王任期                        | 前任球王    | 繼任球王    | 連續週數 | 累積週數 |
| ------------------------------- | ----------- | ----------- | -------- | -------- |
| 1983年2月28日 - 1983年5月15日   | 干納斯      | 干納斯      | 11週     | 11週     |
| 1983年10月31日 - 1983年12月11日 | 約翰·麥肯羅 | 約翰·麥肯羅 | 6週      | 17週     |
| 1984年1月9日 - 1984年3月11日    | 約翰·麥肯羅 | 約翰·麥肯羅 | 9週      | 26週     |
| 1984年6月11日 - 1984年6月17日   | 約翰·麥肯羅 | 約翰·麥肯羅 | 1週      | 27週     |
| 1984年7月9日 - 1984年8月12日    | 約翰·麥肯羅 | 約翰·麥肯羅 | 5週      | 32週     |
| 1985年8月19日 - 1985年8月25日   | 約翰·麥肯羅 | 約翰·麥肯羅 | 1週      | 33週     |
| 1985年9月9日 - 1988年9月11日    | 約翰·麥肯羅 | 维兰德      | 157週    | 190週    |
| 1989年1月30日 - 1990年8月12日   | 维兰德      | 埃德贝里    | 80週     | 270週    |